# NamX HUV
El HUV (acrónimo de Hydrogen Utility Vehicle, Vehículo utilitario a hidrógeno) es un SUV cupé impulsado por hidrógeno de la empresa emergente franco-marroquí NamX. Fue diseñado por Faouzi Annajah, el diseñador francés Thomas de Lussac y Pininfarina.

## Presentación
El NAMX HUV fue presentado el 11 de mayo de 2022, en Italia. Es el fruto de 4 años de desarrollo y de colaboración entre el carrocero italiano Pininfarina y el nuevo constructor marroquí de automóviles NamX (acrónimo de New Automotive and Mobility Exploration). La presentación al público tuvo lugar en el Salón del Automóvil de París 2022.

## Características
El HUV presenta la particularidad de disponer de depósitos de hidrógeno intercambiables. Seis depósitos de hidrógeno intercambiables se añaden al depósito principal y permiten extender la autonomía hasta 800 kilómetros. Este sistema permite cambiar fácilmente los seis depósitos amovibles en una estación sin tener que llenar el depósito principal, teniendo en cuenta la escasa implantación de puestos de recarga de hidrógeno en las estaciones de servicio.

### Motorizaciones
El SUV está dotado de una pila de combustible que genera electricidad a partir del hidrógeno alimentando el motor o los motores eléctricos. En la versión de propulsión, dispone de un motor de 300 CV, mientras que la versión de transmisión integral cuenta con dos motores para una potencia conjunta de 550 CV.